# Lützengatan

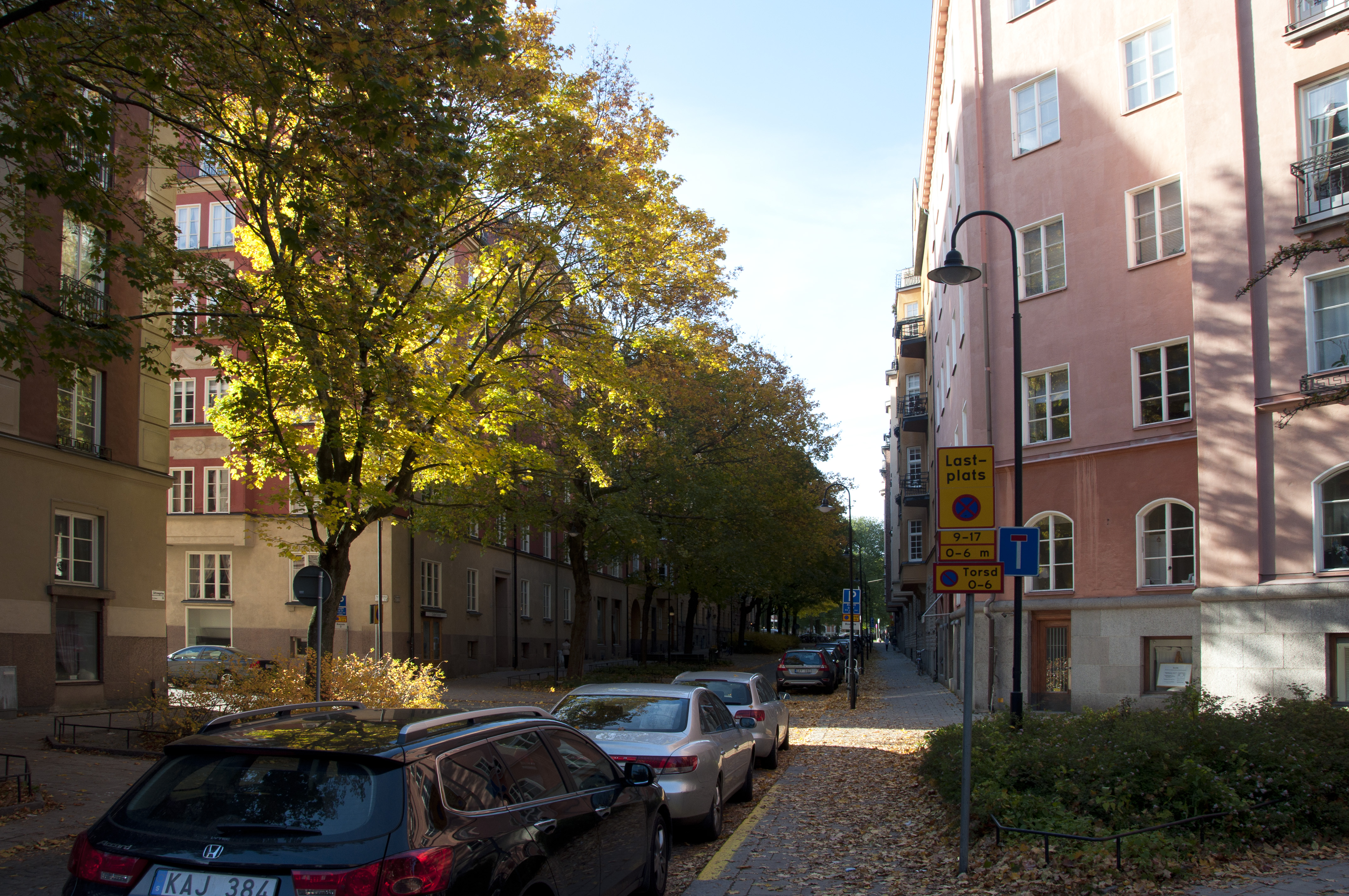
Lützengatan västerut.

Lützengatan är en gata på Östermalm i Stockholms innerstad. 
Gatan har fått sitt namn 1912 under kategorin "fosterländska och historiska namn". Den är uppkallad efter den tyska staden Lützen söder om Leipzig, där Gustav II Adolf stupade i dimman den 6 november 1632. Gatan är en smal allé belagd med gatsten och kantad med hus från i huvudsak 1920-talet. Den är avstängd för genomfartstrafik vid öppningen mot Karlaplan.